# Missão Assistencial da União Europeia para a fronteira da Moldávia e Ucrânia

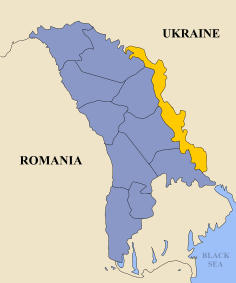
Fronteira Moldávia-Ucrânia, com a Moldávia em azul e a Transnístria em Amarelo.

A Missão Assistencial da União Europeia para a fronteira da Moldávia e Ucrânia (MAUEF), do inglês European Union Border Assistance Mission to Moldova and Ukraine é uma estrutura da União Europeia criada para controlar o tráfego nas fronteiras entre a Moldávia e a Ucrânia.
A missão foi estabelecida em novembro de 2005 a pedido conjunto dos presidentes da Moldávia e da Ucrânia. O âmbito da missão é a assistência em matéria de modernização da gestão das fronteiras comuns desses países, em conformidade com as normas europeias e para ajudar na busca de uma solução para conflito na Transnístria da República da Moldávia.